# 滑稽 (表情)
滑稽是一个起源于百度贴吧的圆脸表情，最初名为斜眼笑，该表情广受用户喜爱，在网络上拥有较大影响力。在贴吧外的平台有时需要表达滑稽表情的时候如果没有滑稽表情或者懒于寻找表情的情况下，有些人就会说手动滑稽。

## 形象

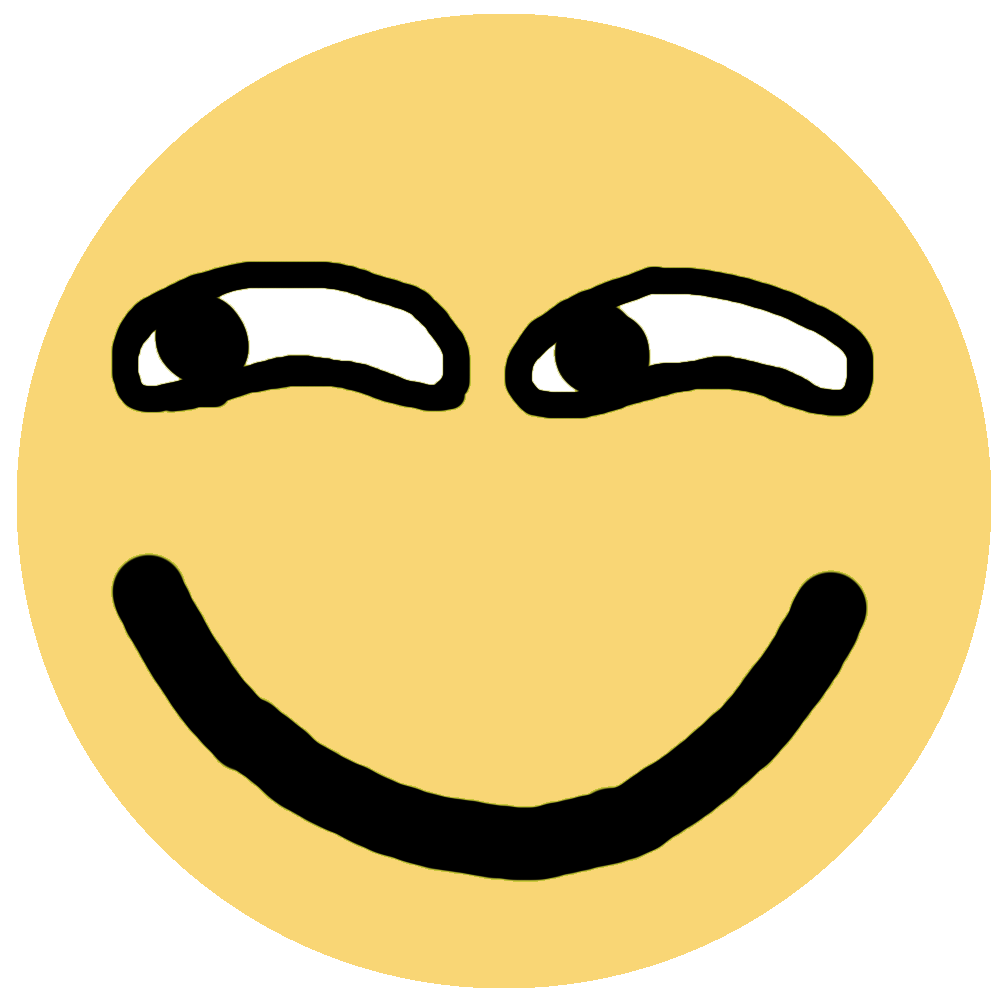
滑稽的外观。

滑稽的外观为一张圆脸，脸颊泛红，双眼右视，双眉轻挑，嘴部微微上扬。

## 历史
滑稽起源于百度贴吧，最初名为斜眼笑。由于其可以同时表达多种复杂的感情，该表情在2012年时已在极易引战的贴吧得到广泛应用。在其发布后的几年，该表情曾多次改版，才最终攻占网络。2016年，微信在其官方表情库中亦加入了滑稽表情。
2017年2月，百度开展了一项活动，暂时禁用了滑稽表情，在贴吧中回复#(滑稽)会自动转化为#滑稽go die#，亦或被系统判定为不当内容或广告。在活动结束之后，该表情可正常发布。

## 影响

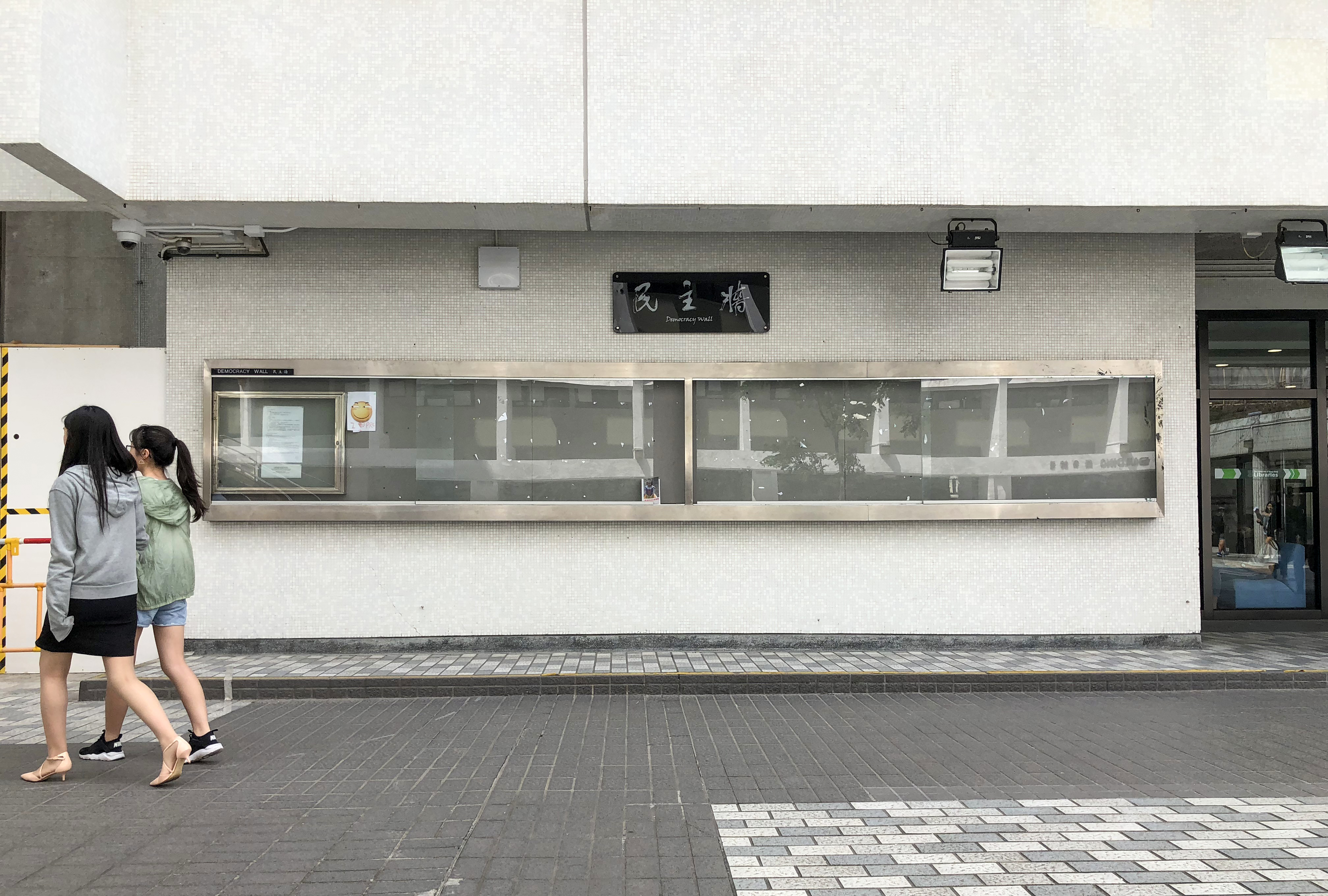
香港大學校园内张贴的“滑稽”（2018年10月）

滑稽广受用户喜爱。由于其粉丝太多，贴吧甚至有专门的滑稽吧。滑稽是第一个拥有多种色彩版本的贴吧表情，包括红色、橘色、绿色、蓝色、蓝绿和紫色。
滑稽拥有自己的周边商品，2016年，滑稽主题的抱枕成为了淘宝网上动漫类的爆款。该抱枕亦登陆日本亚马逊，售价约为中国大陆的3倍，但仍受到当地消费者欢迎。
滑稽表情在中国非常流行，但Unicode未收录此Emoji表情符号。

## 來源
1. 1 2 3 4 5 6  Zhang Xingjian. . China Daily. 2016-10-27  [2018-08-08]. （原始内容存档于2018-08-08） （英语）.
2. 1 2  林西. . 观察者网. 2017-01-26  [2018-08-08]. （原始内容存档于2018-08-08） （中文（简体））.
3. ↑  书生. . IT之家. 2016-11-01  [2018-08-08]. （原始内容存档于2018-08-08） （中文（简体））.
4. ↑  继超 (编). . 游侠网. 游侠整理. 2017-02-08  [2018-08-08]. （原始内容存档于2018-08-08） （中文（简体））.
5. ↑  . 海峡都市报. 2017-02-08  [2017-08-06]. （原始内容存档于2018-08-09） （中文（简体））.
6. ↑  . Infoseekニュース. Record China. 2016-10-24  [2018-08-08]. （原始内容存档于2018-08-08） （日语）.
7. ↑  . 北京商报. 2016-10-25  [2018-08-08]. （原始内容存档于2018-08-08） （中文（简体））.